# Dimitar Stiljanov
Dimitar Stiljanov ( cirill betűkkel: Димитър Щилянов ) 1976. július 17.) bolgár ökölvívó. 

## Amatőr eredményei
- 1999-ben bronzérmes a világbajnokságon könnyűsúlyban.
- 2000-ben ezüstérmes a Európa-bajnokságon kisváltósúlyban.
- 2001-ben ezüstérmes a világbajnokságon kisváltósúlyban.A döntőben a kubai Diógenes Lunától szenvedett vereséget.
- 2002-ben Európa-bajnok kisváltósúlyban. A döntőben a francia Willy Blaint győzte le.
- 2004-ben Európa-bajnok könnyűsúlyban. Az elődöntőben Káté Gyulát, a döntőben a török Selcuk Aydint győzte le.